# Ernst Thälmann
Ernst Thälmann (16. dubna 1886, Hamburk, Německo – 18. srpna 1944, Buchenwald, Německo) byl německý komunistický politik.

## Život
V roce 1903 vstoupil do německé sociálně demokratické strany. Po první světové válce požadoval, aby se tato strana spojila s komunistickou. Roku 1920 byl zvolen právě do vedení komunistické strany a následně v letech 1923–1933 jejím předsedou. Mimo jiné byl v roce 1923 jedním z organizátorů nezdařeného bolševického povstání v Hamburku. Roku 1925 a 1932 byl komunistickou stranou vybrán jako kandidát na říšského prezidenta. Angažoval se též ve vysílání antifašistických dobrovolníků do občanské války ve Španělsku – jeden z pluků mezinárodních brigád nesl Thälmannovo jméno.
V roce 1933, kdy se k moci ve státě dostali nacisté, byl Thälmann krátce po požáru Říšského sněmu zatčen gestapem. Několik let byl držen ve vazbě na různých místech, až byl roku 1944 převezen do Buchenwaldu, kde byl bez soudu zastřelen.
Oficiální mládežnická organizace, která fungovala v letech 1948–1990 ve Východním Německu, byla pojmenována po Ernstu Thälmannovi (Thälmannovi pionýři).

## Fotogalerie

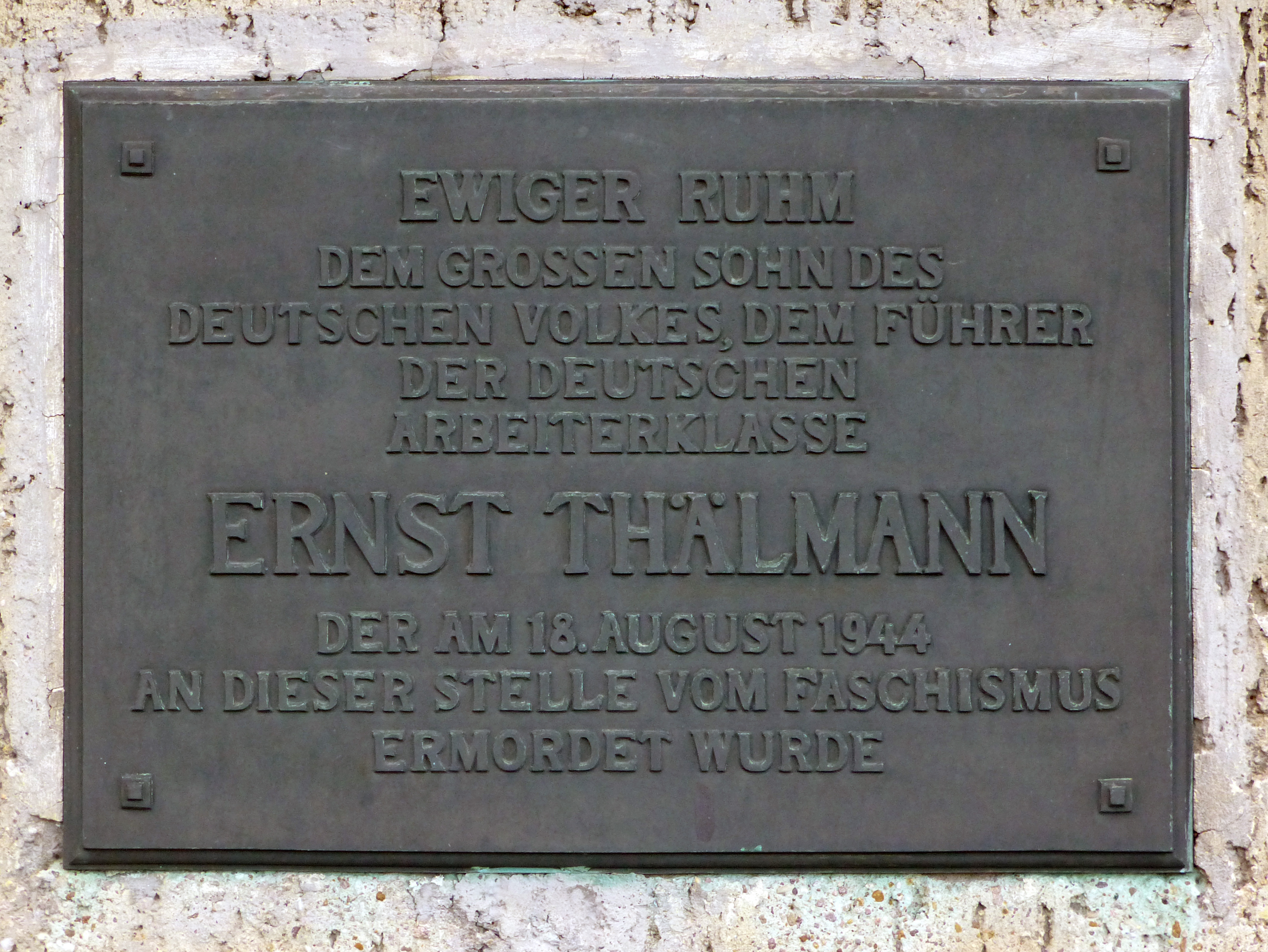
Pamětní deska na nádvoří krematoria v Buchenwaldu
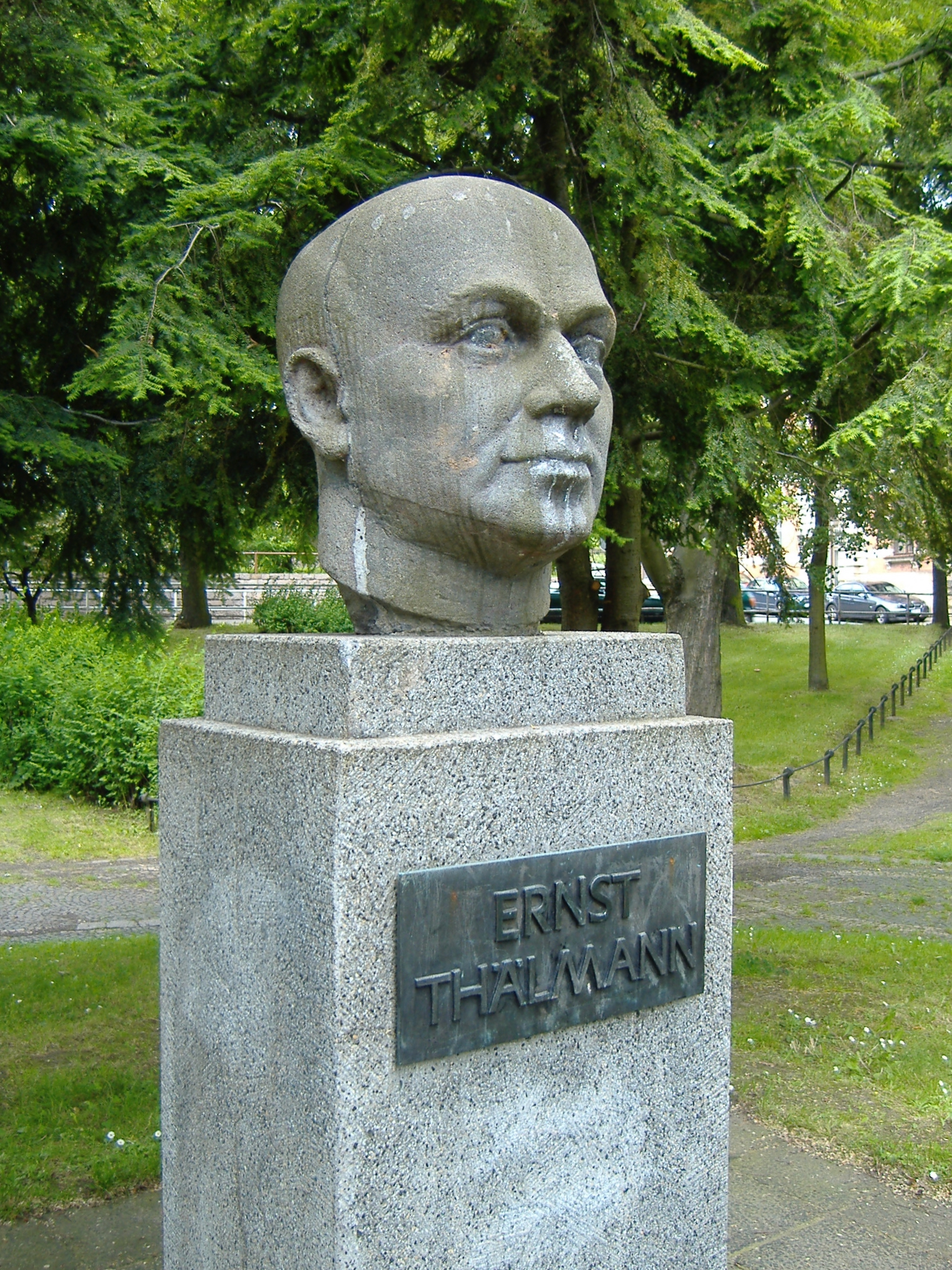
Pomník Ernsta Thälmanna ve Werdau (Německo)
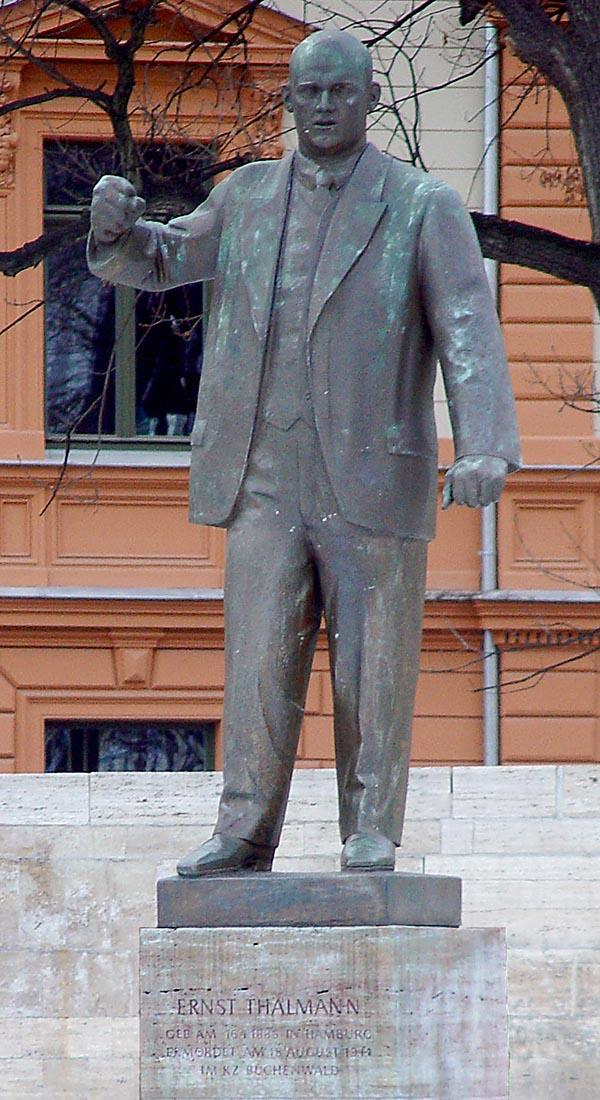
Pomník Ernsta Thälmanna ve Výmaru